# Não-Me-Toque
Não-Me-Toque est une ville brésilienne du Nord-Ouest de l’État du Rio Grande do Sul, faisant partie de la microrégion de Não-Me-Toque et située à 276 km au nord-ouest de Porto Alegre, capitale de l’État. Elle se situe à une latitude de 28° 27′ 34″ sud et à une longitude de 52° 49′ 17″ ouest, à une altitude de 514 mètres. Sa population était estimée à 15 228, pour une superficie de 362 km2.
Parmi les explications de l’origine du nom de cette commune ("Não me toque" signifie en français "ne me touche pas"), la présence abondante dans la région d’un arbuste au tronc recouvert d’épines populairement appelé não-me-toque, lors de l’arrivée des immigrants italiens et allemands dans l’endroit.
En marge du Forum social mondial de janvier 2001, José Bové et un groupe d’activistes du MST organisèrent un arrachage de plantes transgéniques de la multinationale nord-américaine Monsanto sur le territoire de la commune.

## Villes voisines
- Carazinho
- Santo Antônio do Planalto
- Victor Graeff
- Lagoa dos Três Cantos
- Colorado

## Note
1. ↑  « Le Brésil chasse José Bové, qui avait arraché un champ de soja transgénique », Le Monde, 30 janvier 2001.